# Ligne 11 du métro de Wuhan
La ligne 11 du métro de Wuhan est une ligne du métro de Wuhan inaugurée en 2018 comptant comptant 23 stations pour une longueur totale de 39,4 kilomètres. Elle relie les terminus Jiang'anlu à l'ouest et Gedian Nanzhan à l'est qui dessert la gare ferroviaire de Gedian-Sud (葛店南站, Gediannanzhan, en chinois).

## Histoire

### Chronologie
- 1er octobre 2018 : Guanggu Huochezhan - Zuoling
- 2 janvier 2021 : Zuoling - Gedian Nanzhan
- 27 décembre 2024 : Jiang'anlu - Wuhan Dongzhan

## Tracé et stations
La ligne dessert au total 14 stations sur 23,5 km d'ouest en est. Elle est en correspondance avec la lignes 2 du métro de Wuhan et le tramway de Guanggu.

### Liste des stations
|  |   |  |  | Station                    | Nom en chinois | Traductions                                                                      | Coordonnées                   | Correspondances |
|  | - |  |  | -------------------------- | -------------- | -------------------------------------------------------------------------------- | ----------------------------- | --------------- |
|  | O |  |  | Jiang'anlu                 | 江安路         | Rue Jiang'an (en) Jiang'an Road                                                  |                               |                 |
|  | o |  |  | Ziyanghu                   | 紫阳湖         |                                                                                  |                               |                 |
|  | o |  |  | Wuchangzhan Dongguangchang | 武昌站东广场   | Place de l'Est de la gare de Wuchang (en) East Square of Wuchang Railway Station |                               |                 |
|  | o |  |  | Dingziqiao                 | 丁字桥         |                                                                                  |                               |                 |
|  | o |  |  | Mafangshan                 | 马房山         |                                                                                  |                               | 8               |
|  | o |  |  | Huquan                     | 虎泉           |                                                                                  |                               | 2               |
|  | o |  |  | Wuhan Tiyuxueyuan          | 武汉体育学院   | Université des Sports de Wuhan (en) Wuhan Sports University                      |                               |                 |
|  | o |  |  | Guangu Guangchang          | 光谷广场       | Place de la Vallée de l'Optique (en) Optics Valley Square                        | 30° 30′ 29″ N, 114° 23′ 30″ E | 2               |
|  | o |  |  | Guanshan Dadao             | 关山大道       | Boulevard Guanshan (en) Guanshan Boulevard                                       |                               |                 |
|  | o |  |  | Wuhan Dongzhan             | 武汉东站       | Gare de Wuhan-Est (en) Wuhandong (Wuhan-East) Railway Station                    |                               | 2               |
|  | o |  |  | Hukou                      | 湖口           |                                                                                  |                               |                 |
|  | o |  |  | Guanggu Tongji Yiyuan      | 光谷同济医院   | Hôpital Tongji de Guanggu (en) Tongji Hospital                                   |                               |                 |
|  | o |  |  | Guangu Shenwuyuan          | 光谷生物园     | Parc biologique de Guanggu (en) Guanggushengwuyuan                               |                               |                 |
|  | o |  |  | Guanggu Silu               | 光谷四路       | 4e rue de Guanggu (en) Guanggu 4th Road                                          |                               |                 |
|  | o |  |  | Guanggu Wulu               | 光谷五路       | 5e rue de Guanggu (en) Guanggu 5th Road                                          |                               |                 |
|  | o |  |  | Guanggu Liulu              | 光谷六路       | 6e rue de Guanggu (en) Guanggu 6th Road                                          |                               |                 |
|  | o |  |  | Baoxie                     | 豹澥           |                                                                                  |                               |                 |
|  | o |  |  | Guanggu Qilu               | 光谷七路       | 7e rue de Guanggu (en) Guanggu 7th Road                                          |                               |                 |
|  | o |  |  | Changlingshan              | 长岭山         |                                                                                  |                               |                 |
|  | o |  |  | Weillai Yilu               | 未来一路       | 1re rue de Weilai (en) Weilai 1st Road                                           |                               |                 |
|  | o |  |  | Weilai Sanlu               | 未来三路       | 3e rue de Weilai (en) Weilai 3rd Road                                            |                               |                 |
|  | o |  |  | Zuoling                    | 左岭           |                                                                                  |                               |                 |
|  | O |  |  | Gedian Nanzhan             | 葛店南站       | Gare de Gedian-Sud                                                               |                               |                 |